# 銀雙弓齒麗魚
銀雙弓齒麗魚（学名：Diplotaxodon argenteus）為輻鰭魚綱鱸形目隆頭魚亞目慈鯛科的其中一種，分布於非洲馬拉威湖南部流域，棲息深度34-114公尺，體長可達20.4公分，棲息在中底層水域，以小魚為食，生活習性不明，可做為觀賞魚。

## 擴展閱讀
維基物種上的相關：銀雙弓齒麗魚